# Кевдо-Мельситово
Кевдо-Мельситово — село в Каменском районе Пензенской области Российской Федерации, административный центр Кевдо-Мельситовского сельсовета.

## География
Село в 2 км от автомагистрали Пенза — Тамбов, на левом берегу реки Кевды, при ее впадении в Малый Атмис.

## История
Предположительно основано в конце XVII века служивыми людьми, тогда населённый пункт имел только имел острог и посад (по преданиям село основано разбойниками Кевдой и татарским мурзой Мельсите).
В 1710 году в селе было более 50 домов и двор попа, действовала церковь во имя Архангела Михаила.
В 1776 году построена первая церковь.
В 1780-е годы проходили еженедельные торги.
В 1852 году в селе были уже 2 каменных церкви земская школа, лавка и базар.
В 1896 году появилась школа грамоты для девочек.

## Население
| 1710  | 1864  | 1877  | 1897  | 1911  | 1926  | 1930  |
| ----- | ----- | ----- | ----- | ----- | ----- | ----- |
| 375   | ↗2861 | ↗3803 | ↗4622 | ↗5610 | ↘4335 | ↗4909 |
| 1939  | 1959  | 1979  | 1989  | 2002  | 2010  |       |
| ↘3403 | ↘1931 | ↗1934 | ↘1873 | ↘1766 | ↗1876 |       |

### Национальный состав
Согласно результатам переписи 2002 года, 97% населения села составляют русские

## Инфраструктура
В селе работает сельскохозяйственное предприятие «Кевдинское», созданное на базе одноименного колхоза.
Так же в селе есть больница, средняя школа, дом культуры и 9 магазинов.

## Достопримечательности
В селе расположена действующая Церковь Троицы Живоначальной (1852).

## Известные люди
- Федор Васильевич Плотников (1904—1972) — Герой Советского Союза, гвардии лейтенант, артиллерист, отличившийся в боях при форсировании Днепра[11][12].